# Santo Stefano Rotondo
Santo Stefano Rotondo, även benämnd Santo Stefano Rotondo al Celio, är en fornkristen centralkyrka och mindre basilika i Rom, helgad åt den helige Stefanos. Kyrkan är belägen vid Via di Santo Stefano Rotondo i Rione Monti och tillhör församlingen Santa Maria in Domnica alla Navicella.
Kyrkan uppfördes av påven Simplicius (468–483) till martyren Stefanos ära. Kyrkans form är sannolikt inspirerad av Den heliga gravens kyrka i Jerusalem. Utvändigt är kyrkan korsformad, medan den invändigt är rund.